# Elecciones municipales de Chiclayo de 1963
Las elecciones municipales de Chiclayo de 1963 se llevaron a cabo el 15 de diciembre de 1963 para elegir al alcalde y al Concejo Provincial de Chiclayo para el periodo 1964-1966. La elección se celebró simultáneamente con elecciones municipales en todo el país. Por primera vez en la historia del Perú, las autoridades locales fueron elegidas por voto universal alfabeto y directo.
No se encuentran disponibles los registros oficiales completos del Jurado Nacional de Elecciones. Los resultados se han reconstruido según registros alternativos. Jorge Gómez Sánchez García (Coalición APRA-UNO) resultó electo como el primer alcalde de Chiclayo elegido mediante voto popular.

## Sistema electoral
La Municipalidad Provincial de Chiclayo es el órgano administrativo y de gobierno de la provincia de Chiclayo. Está compuesta por el alcalde y el Concejo Provincial.
La votación del alcalde y el concejo se realiza en base al sufragio universal alfabeto, que comprende a todos los ciudadanos nacionales mayores de veintiún años, empadronados y residentes en la provincia de Chiclayo y en pleno goce de sus derechos políticos.
El Concejo Provincial de Chiclayo está compuesto por 14 concejales elegidos por sufragio directo para un período de tres (3) años, en forma conjunta con la elección del alcalde (quien lo preside). La votación es por lista cerrada y bloqueada. Se asigna a cada lista los escaños según el método d'Hondt.

## Partidos y candidatos
A continuación se muestra una lista de los principales partidos y alianzas electorales que participaron en las elecciones:
| Candidatura | Candidatura | Partidos y alianzas | Candidatos | Candidatos                 | Ideología                                           | Ref. |
| ----------- | ----------- | --- | ---------- | -------------------------- | --------------------------------------------------- | ---- |
|             | AP–DC       | Lista - Alianza Acción Popular - Democracia Cristiana (AP–DC) – Acción Popular (AP) – Partido Demócrata Cristiano (DC)                          |            | Sin información disponible | Liberalismo Humanismo Democracia cristiana          |      |
|             | APRA–UNO    | Lista - Coalición Partido Aprista Peruano - Unión Nacional Odriísta (APRA–UNO) – Partido Aprista Peruano (APRA) – Unión Nacional Odriísta (UNO) |            | Jorge Gómez Sánchez García | Aprismo Conservadurismo social Populismo de derecha |      |

## Resultados

### Concejo Provincial de Chiclayo
| Cargo                          | Autoridad electa           | Partido político | Partido político   |
| ------------------------------ | -------------------------- | ---------------- | ------------------ |
| Alcalde Provincial de Chiclayo | Jorge Gómez Sánchez García |                  | Coalición APRA-UNO |

## Elecciones municipales distritales

### Resultados por distrito
La siguiente tabla enumera el control de los distritos de la provincia de Chiclayo.
| Distrito            | Alcalde(sa) electo(a)       | Partido político           | Partido político           |
| ------------------- | --------------------------- | -------------------------- | -------------------------- |
| Chongoyape          | Sin información disponible  | Sin información disponible | Sin información disponible |
| Eten                | Sin información disponible  | Sin información disponible | Sin información disponible |
| Eten Puerto         | Humberto Campos Falla       |                            | Coalición APRA-UNO         |
| José Leonardo Ortiz | Sin información disponible  | Sin información disponible | Sin información disponible |
| Lagunas             | Sin información disponible  | Sin información disponible | Sin información disponible |
| Monsefú             | Juan Custodio Algarate      |                            | Coalición APRA-UNO         |
| Nueva Arica         | Bremel Castañeda            |                            | Coalición APRA-UNO         |
| Oyotún              | Sin información disponible  | Sin información disponible | Sin información disponible |
| Picsi               | Sin información disponible  | Sin información disponible | Sin información disponible |
| Pimentel            | Temístocles Rojas Rodríguez |                            | Coalición APRA-UNO         |
| Reque               | Sin información disponible  | Sin información disponible | Sin información disponible |
| Santa Rosa          | Sin información disponible  | Sin información disponible | Sin información disponible |
| Saña                | Andrea Gonzales Correa      |                            | Coalición APRA-UNO         |